# 1888
1888 (MDCCCLXXXVIII) var ett skottår som började en söndag i den gregorianska kalendern och ett skottår som började en fredag i den julianska kalendern.

## Händelser

### Januari
- 12 januari – En snöstorm i USA slår till mot Dakotaterritoriet, Montana, Minnesota, Nebraska, Kansas och Texas. 235 människor mister livet, många av dem barn på väg hem från skolan.
- 13 januari  – National Geographic Society bildas i USA:s huvudstad Washington, DC.

### Februari
- 6 februari – Robert Themptander avgår som svensk statsminister och efterträds av Gillis Bildt.[1]

### Mars
- 7 mars – Yllefabriken "Doffeln" i Malmö totalförstörs i en brand.
- 22 mars – The Football League bildas i England.

### April
- 8 april – Sofiakyrkan i västra Jönköping invigs.[2]

### Maj
- 13 maj – Brasilien inför lagen Lei Áurea som avskaffar de sista resterna av slaveriet. Brasilien blir därmed det sista landet i västvärlden som avskaffar slaveri.
- 26 maj – Karolina Widerström blir Sveriges första legitimerade kvinnliga läkare.

### Juni
- 6 juni – Storbritannien annekterar Julön.[3]
- 25 juni – Storbränder utbryter i Sundsvall och Umeå, på grund av den svåra torka som råder i Norrland denna sommar. Ett flertal skogsbränder utbryter också. På grund av detta införs förbud i Sverige mot att bygga trähus högre än två våningar, vilket kommer att kvarstå fram till 1994. Även Lilla Edet söder om Trollhättan brinner ner denna dag.
- Juni
  - USA skickar flottstyrkor till Seoul i Korea för att skydda amerikanska intressen från politiska oroligheter.[4]
  - Den spanska regeringen inför en spritskatt, vilket leder till slutet för den svenske Brännvinskungen L.O. Smiths spritaffärer.
  - Annie Besant organiserar en strejk bland flickor anställda vid Londons tändsticksfabriker.

### Juli
- 4 juli – Mursmäckorna går ut i strejk, då murarhantlangerskorna i Stockholm kräver löneförhöjning från 16 till 18 öre i timmen.

### Augusti
- 9 augusti – En brand förstör huvudbyggnaden av Wells College i Aurora i den amerikanska delstaten New York och orsakar materiella skador för $130 000.[5]
- 17 augusti – Johan Petter Johansson får patent på rörtången.
- 31 augusti–9 november – Den okände Jack Uppskäraren mördar brutalt fem prostituerade i Whitechapel i London. En av dem är den svenskfödda Elizabeth Stride (född Gustavsdotter), som mördas den 30 september.

### September
- 9 september – Chile annekterar Påskön.[6]

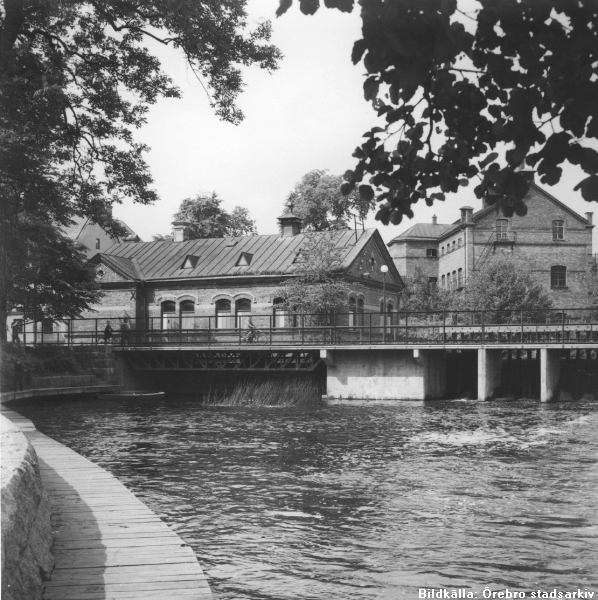
Örebro kanal.

- 17 september – Brunei ställs under brittiskt beskydd.[7]
- 24 september – Örebro kanal invigs.
- 17 oktober – Kvinnliga arbetarklubben, den första organisationen för kvinnor inom den svenska arbetarrörelsen, grundas i Malmö.

### Oktober
- 1 oktober – I Stockholm står lokalerna för Katarina södra skola inflyttningsklara.

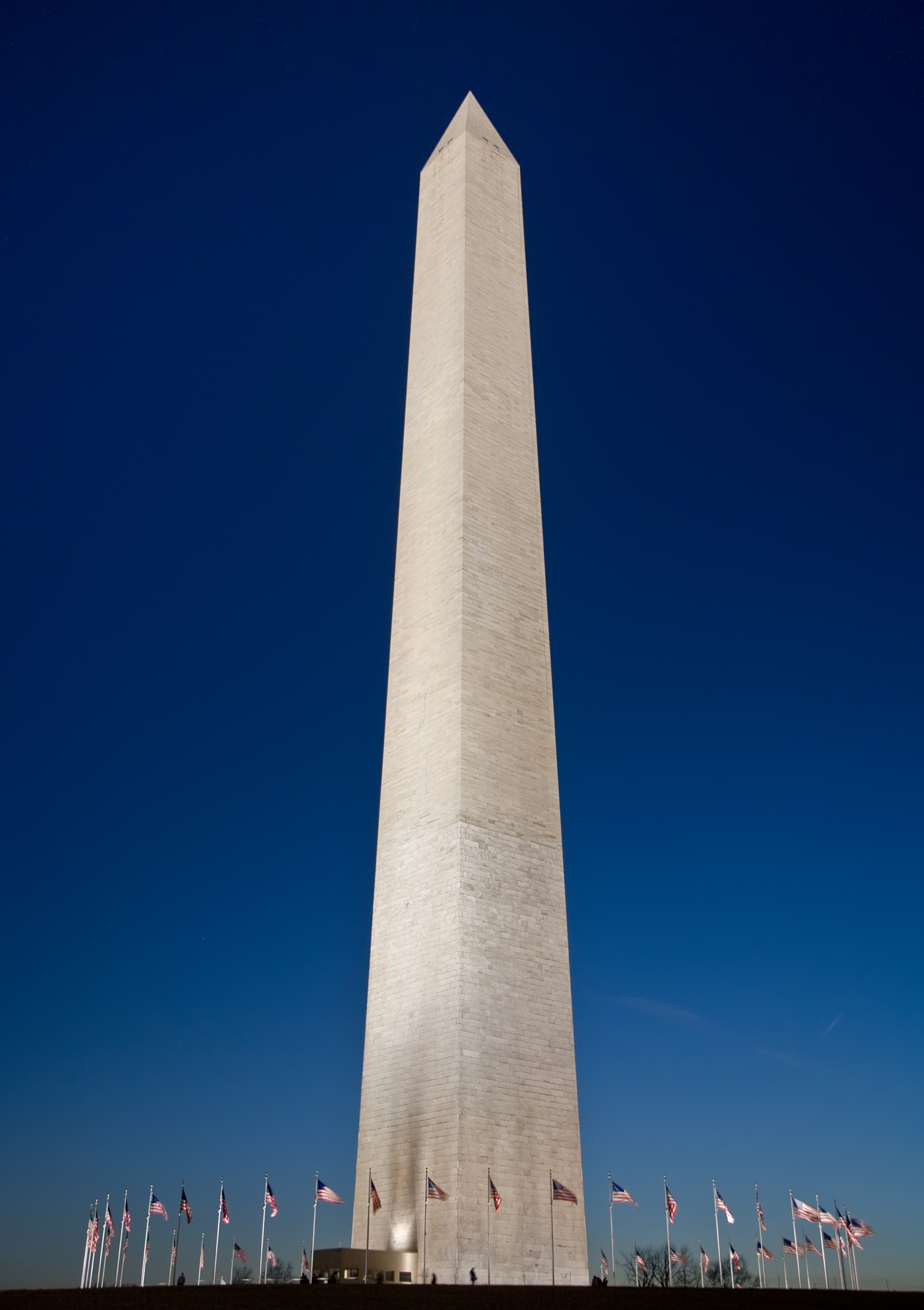
Washingtonmonumentet.

- 9 oktober – Washingtonmonumentet i USA öppnas för allmänheten.
- 26 oktober – Cooköarna ställs under brittiskt protektorat.[8]

### November

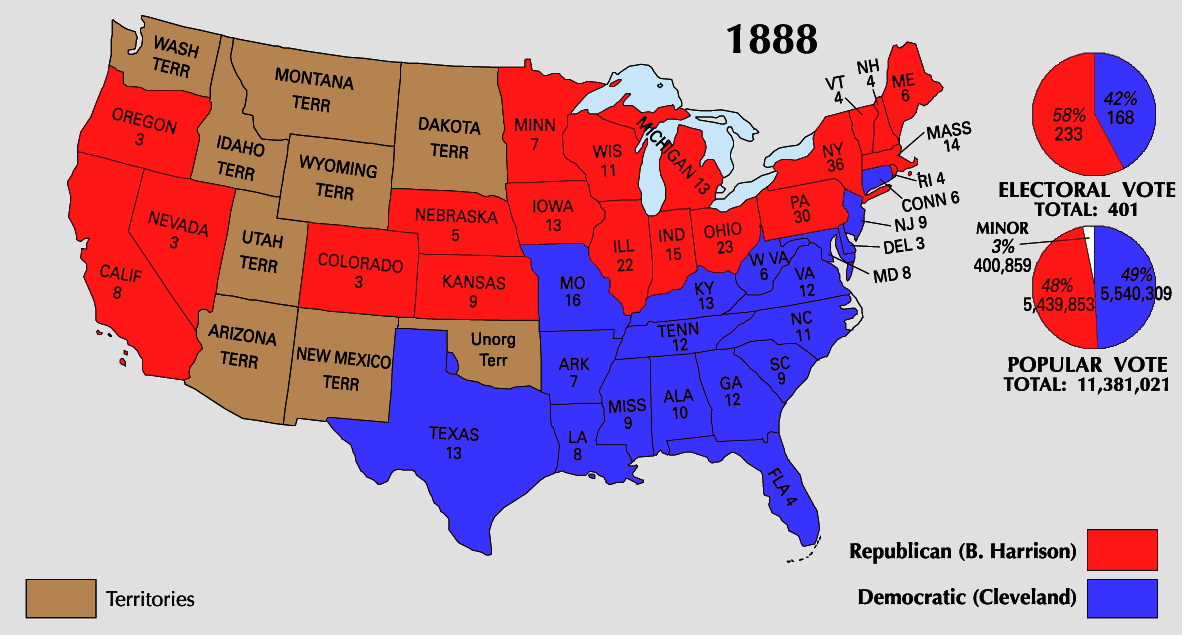
Presidentval i USA.

- 6 november – Republikanen Benjamin Harrison besegrar demokraten Grover Cleveland vid presidentvalet i USA.
- 14 november – USA skickar soldater till Samoa för att skydda amerikanska infödda och det amerikanska konsulatet under det samoanska inbördeskriget bland de infödda.[4]
- 18 november –  Brussels Anti-Slavery Conference 1889–90 hålls i Bryssel.

### December
- 20 december – Amerikanska soldater anländer till Haiti och övertalar den haitiska regeringen att ge tillbaka en amerikansk ångbåt som har beslagtagits samt anklagar regeringen för brott mot blockaden.[4]
- 26 december – Ett nationellt möte hålls på Färöarna.

### Okänt datum
- De moderna lokalerna för den svenska specialskolan Tomtebodaskolan för synskadade barn.
- De svenska tullvännerna segrar och inför spannmålstullar varvid Sverige, liksom många andra länder i Europa, överger frihandeln. Frågan splittrar landet: I städerna är en majoritet för frihandel, eftersom både arbetare och industriägare vill ha billiga livsmedel. Tullvännerna finns naturligtvis bland spannmålsproducenterna. Tullstriden leder till att Lantmannapartiet splittras i det tullvänliga Nya Lantmannapartiet och det frihandelsvänliga Gamla Lantmannapartiet.
- Det första spadtaget tas till Nordiska museets nya byggnad. Museibyggnaden öppnas inte förrän 1907 och är då en fjärdedel så stor som man tänkt från början.
- Slitningar uppstår inom svenska IOGT och Nationalgodtemplarorden (NGTO) bildas. Den svenska nykterhetsrörelsen växer sig dock allt starkare.
- En telefonlinje mellan Stockholm och Göteborg anläggs.
- Frans Lindqvist konstruerar fotogenköket Primus.
- Stockholms Bell Telefonaktiebolag köps upp av Stockholms Allmänna Telefonaktiebolag (SAT). I Stockholm finns därmed nu två telefonoperatörer: SAT och Kongliga Telegrafverket. Därför måste alla kontor ha två telefonlinjer ("Allmänna" och "Riks"). Detta kommer att fortsätta till 1918. Samma år ansöker SAT om att få bygga telefonledningar med den nya dubbeltrådiga kabeln från Stockholm till Göteborg, Malmö och Sundsvall. Istället tas uppgiften över av Telegrafverket, som får i uppdrag att svara för telefonnätets "stambanor" i Sverige. Då fler och fler lokala nät så småningom vill ansluta sig till Telegrafverkets kan verket köpa upp dem, genom att kräva, att de bygger om dem till dubbeltrådiga nät och då erbjuda finansiering av detta.
- Chokladfabriken Mazetti grundas i Malmö.
- Jerusalem i Malmö rivs.
- Debatten om tjänsteflickornas situation i Danmark blossar upp igen.[9]
- Den internationella organisationen för kvinnors rättigheter, International Council of Women, grundas i USA, och nationella avdelningar grundas sedan allteftersom i många länder i världen.

## Födda

### Första kvartalet

#### Januari
- 3 januari – Herbert Morrison, brittisk politiker. (död 1965)
- 17 januari – Edvard Persson, svensk skådespelare. (död 1957)
- 18 januari – Karl-Ewert Christenson, svensk skådespelare och sångtextförfattare. (död 1965)
- 21 januari – Francisco Lázaro, portugisisk maratonlöpare. (död 1912)
- 27 januari – Frank Nitti, amerikansk gangster. (död 1943)

#### Februari
- 2 februari – John Foster Dulles, amerikansk politiker, utrikesminister 1953–1959. (död 1959)
- 8 februari – Eric Malmberg, svensk skådespelare och regissör. (död 1951)
- 12 februari – Károly Beregfy, ungersk militär och politiker. (död 1946)
- 19 februari – Franz Pfeffer von Salomon, tysk militär. (död 1968)
- 20 februari – Marie Rambert, polsk-brittisk ballerina. (död 1982)
- 22 februari – Owen Brewster, amerikansk republikansk politiker. (död 1961)
- 27 februari – Roberto Assagioli, italiensk psykiater. (död 1974)

#### Mars
- 4 mars – Knute Rockne, norsk-amerikansk fotbollstränare.
- 6 mars – Gösta Cederlund, svensk skådespelare, regissör och teaterledare.
- 18 mars – Otto von Schrader, tysk sjömilitär, amiral 1942.
- 20 mars – Coke R. Stevenson, amerikansk demokratisk politiker, guvernör i Texas 1941–1947.
- 26 mars – Elsa Brändström, svensk sjuksköterska, Sibiriens ängel.
- 27 mars – Sven Ohlon, svensk rektor och politiker (folkpartist).
- 29 mars – James E. Casey, amerikansk affärsman.
- 30 mars – Anna Q. Nilsson, svensk-amerikansk skådespelare.

### Andra kvartalet

#### April
- 6 april – Dan Andersson, svensk författare och poet.
- 15 april – Greta Almroth, svensk skådespelare.
- 16 april – Minna Larsson, svensk skådespelare.
- 19 april – Oswald Menghin, österrikisk arkeolog och professor.
- 20 april – Wictor Hagman, svensk skådespelare.
- 24 april – Martha Colliander, svensk skådespelare.
- 28 april – Vilhelm Bryde, svensk skådespelare, filmproducent och regissör.
- 29 april
  - Stina Bergman, svensk manusförfattare, författare och teaterregissör.
  - Otto Wagener, tysk generalmajor.
- 30 april – Antonio Sant'Elia, italiensk arkitekt.

#### Maj
- 3 maj – Juhani Siljo, finländsk poet, journalist och litteraturkritiker. (död 1918)
- 11 maj – Irving Berlin, amerikansk kompositör. (död 1989)
- 14 maj – Miles Mander, brittisk skådespelare, regissör, manusförfattare, romanförfattare och pjäsförfattare. (död 1946)
- 25 maj – Elin Linnander, svensk operasångerska (sopran). (död 1967)

#### Juni
- 16 juni – Aleksandr Fridman, rysk matematiker och kosmolog.
- 17 juni – Heinz Guderian, tysk militär, generalöverste (1940).
- 18 juni – Carl Ström, svensk skådespelare.
- 22 juni – Harold H. Burton, amerikansk republikansk politiker och jurist.
- 23 juni – Bronson M. Cutting, amerikansk republikansk politiker, senator 1927–1928 och 1929–1935.
- 24 juni – Gerrit Rietveld, nederländsk arkitekt och möbeldesigner.

### Tredje kvartalet

#### Juli
- 5 juli – Herbert S. Gasser, amerikansk fysiolog, nobelpristagare. (död 1963)
- 23 juli – Raymond Chandler, amerikansk deckarförfattare.
- 29 juli – Gustaf Malmgren, svensk skådespelare.

#### Augusti
- 5 augusti – Johan-Olof Gavelin, svensk gruvarbetare och riksdagspolitiker (socialdemokrat).
- 16 augusti – Lawrence av Arabien, eg. Thomas Edward Lawrence, brittisk officer, författare och arkeolog.
- 27 augusti – Eric Ericson, svensk kommunalborgmästare och socialdemokratisk riksdagspolitiker.

#### September
- 2 september – Charles C. Gossett, amerikansk demokratisk politiker, senator 1945–1946.
- 3 september – Eric Malmlöf, svensk skådespelare.
- 12 september – Maurice Chevalier, fransk sångare och skådespelare.
- 16 september – Nils Mesterton, svensk militär, befälhavare vid ådalshändelserna 1931.
- 17 september – Wilma Malmlöf, svensk skådespelare.
- 20 september – Karl Jäger, tysk SS-officer.
- 22 september – Lars Andersson, svensk hemmansägare och politiker (bondeförbundet).
- 23 september – Valdemar Dalquist, svensk skådespelare, författare, textförfattare och regissör.

### Fjärde kvartalet

#### Oktober
- 4 oktober – Friedrich Olbricht, tysk general.
- 6 oktober – Roland Garros, fransk flygpionjär.
- 7 oktober – Henry A. Wallace, amerikansk politiker, vicepresident 1941–1945.
- 9 oktober – Erik Asplund, svensk botanist.
- 16 oktober – Eugene O'Neill, amerikansk dramatiker.
- 24 oktober – Manetta Ryberg, svensk skådespelare.
- 25 oktober – Nils Dardel, svensk konstnär.
- 30 oktober – Carl-Ivar Ytterman, svensk manusförfattare och skådespelare.

#### November
- 9 november – Jean Monnet, fransk affärsman och politiker medgrundare av EU.
- 10 november – Andrej Tupolev, sovjetisk flygplanskonstruktör, grundare av Tupolev.
- 17 november – J. Melville Broughton, amerikansk demokratisk politiker, guvernör i North Carolina 1941–1945, senator 1948–1949.
- 18 november – Gustaf Molander, svensk regissör, skådespelare, manusförfattare.
- 19 november – José Raoul Capablanca, kubansk schackspelare, världsmästare 1921–1927.
- 23 november
  - Harpo Marx, amerikansk komiker, en av Bröderna Marx.
  - Charlie Mills, tysk travtränare och travkusk.
  - George F. Shafer, amerikansk politiker, guvernör i North Dakota 1929–1932.
- 24 november – Fritz Klein, tysk SS-läkare och dömd krigsförbrytare.
- 27 november
  - Ganesh V. Mavalankar, indisk politiker, Lok Sabhas förste talman 1952–1956.
  - Paul Merzbach, österrikisk-tysk regissör, klippare och manusförfattare.
- 29 november – Anna Hammarén, svensk skådespelare.

#### December
- 5 december – John Precht, finlandssvensk skådespelare.
- 7 december
  - Joyce Cary, brittisk författare.
  - Carl Malmsten, svensk inredningsarkitekt och möbelarkitekt.
- 15 december – Maxwell Anderson, amerikansk dramatiker och författare.
- 16 december – Alexander I, kung av Jugoslavien 1921–1934.
- 26 december – Nils Whiten, svensk inspicient, regiassistent, skådespelare.

## Avlidna

### Första kvartalet

#### Januari

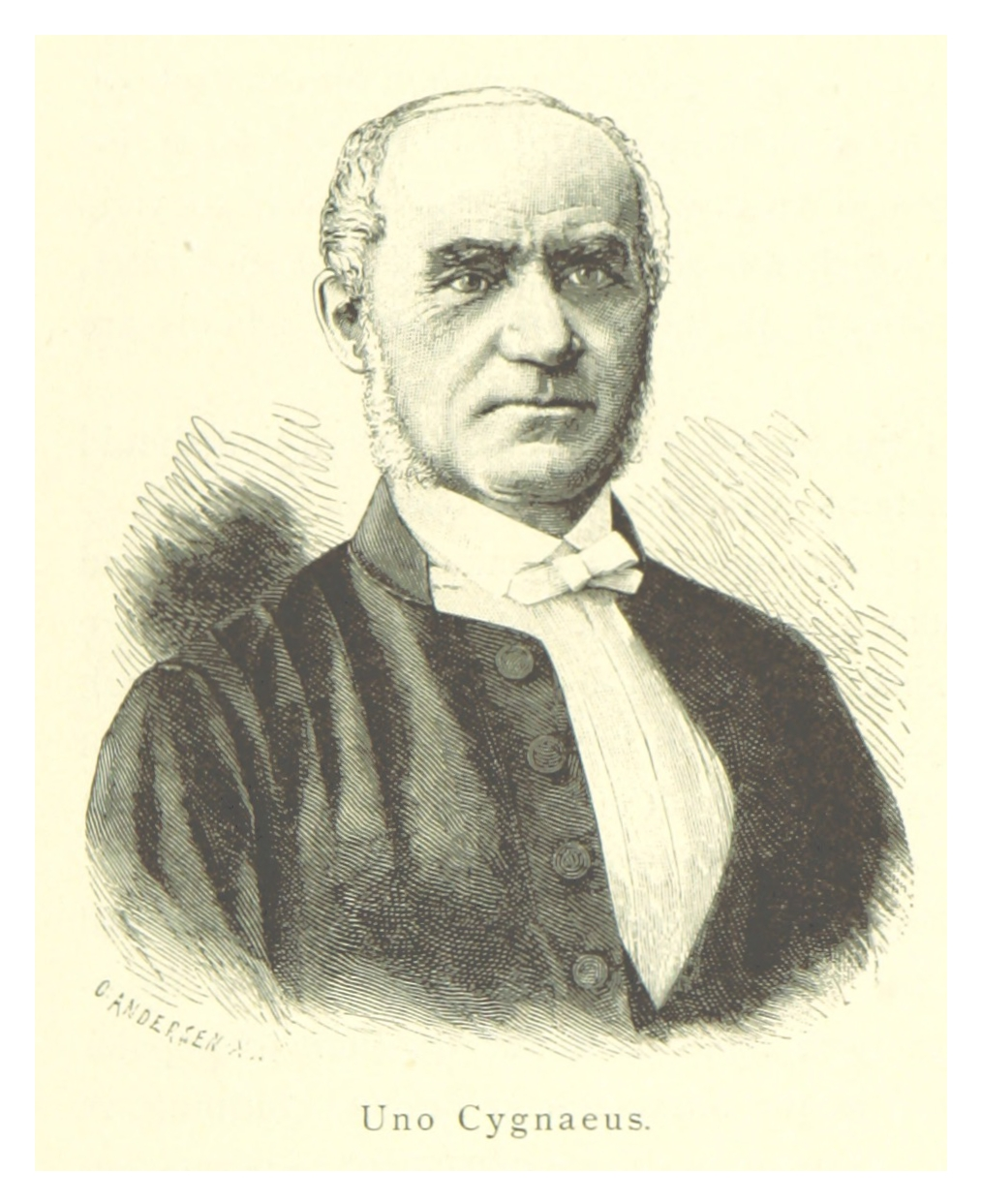
Den finländske pedagogen och prästen Uno Cygnæus avled den 2 januari, 77 år gammal.

- Den finländske pedagogen och prästen Uno Cygnæus avled den 2 januari, 77 år gammal.2 januari – Uno Cygnæus, 77, finländsk pedagog och präst.
- 3 januari – Régis de Chantelauze, 66, fransk historiker.
- 5 januari – Henri Herz, 84, österrikisk-fransk pianist.
- 8 januari
  - Josephus Laurentius Dyckmans, 76, belgisk målare.
  - Auguste Maquet, 74, fransk författare.
  - Bonamy Price, 80, brittisk nationalekonom.
- 11 januari – Jurij Fedkovytj, 53, ukrainsk författare.
- 14 januari – Stephen Heller, 74, ungersk kompositör och pianist.
- 19 januari – Anton de Bary, 56, tysk botaniker.
- 21 januari
  - Adalbert Begas, 51, tysk målare.
  - George Robert Waterhouse, 77, brittisk zoolog.
- 22 januari – Eugène Labiche, 72, fransk dramatiker.
- 28 januari – Hermann Theobald Petschke, 81, tysk kompositör.
- 29 januari – Edward Lear, 75, brittisk författare, illustratör och målare.
- 30 januari
  - Asa Gray, 77, amerikansk botaniker.
  - Mary Howitt, 88, brittisk författare.
  - Charles-Auguste Questel, 80, fransk arkitekt.
- 31 januari – Giovanni Bosco, 72, italienskt helgon.

#### Februari

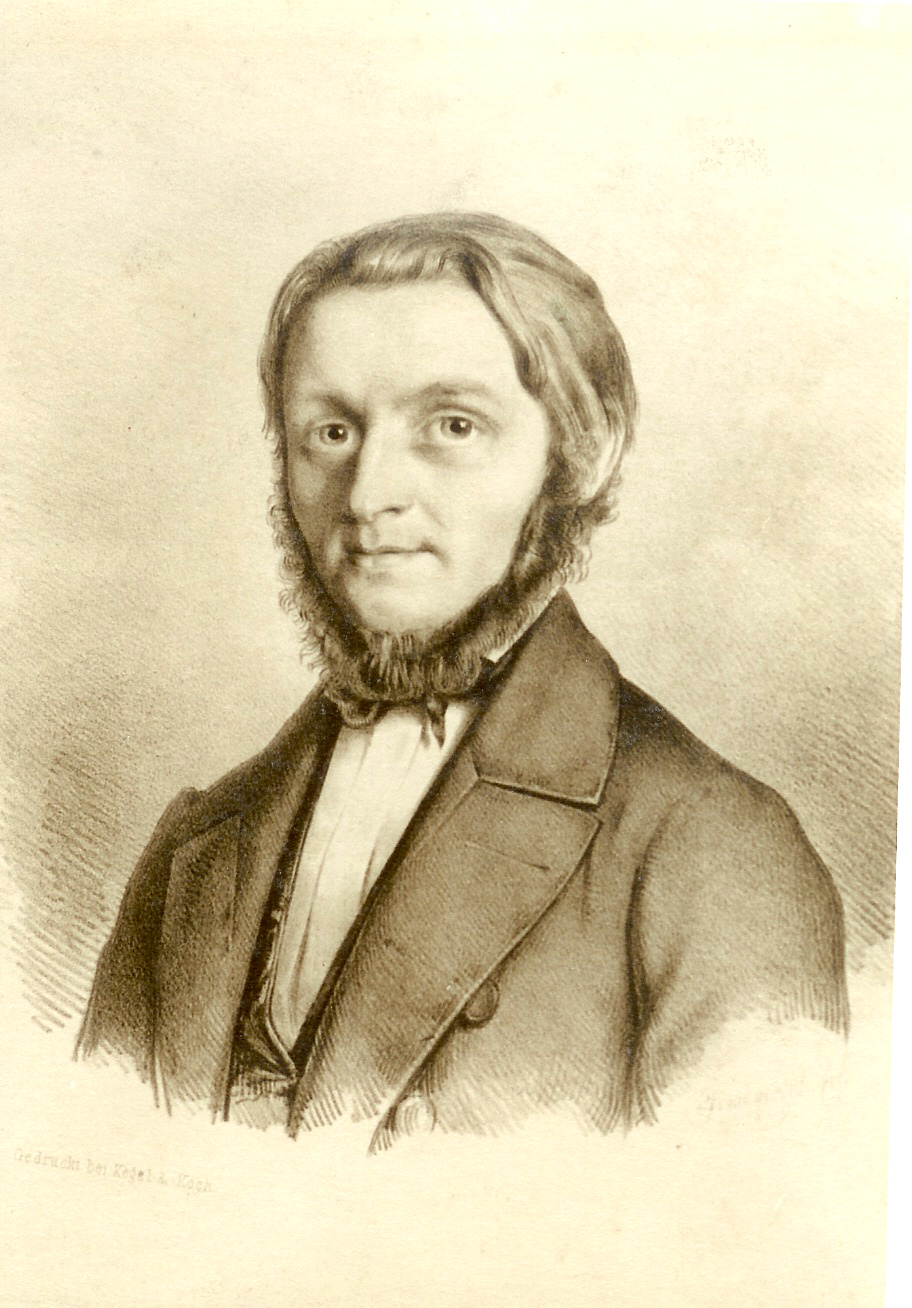
Den tyske filosofen och politikern Karl Theodor Bayrhoffer avled den 3 februari, 75 år gammal.

- Den tyske filosofen och politikern Karl Theodor Bayrhoffer avled den 3 februari, 75 år gammal.3 februari – Karl Theodor Bayrhoffer, 75, tysk filosof och politiker.
- 5 februari – Anton Mauve, 49, nederländsk målare.
- 10 februari – Heinrich Leberecht Fleischer, 86, tysk orientalist.
- 12 februari – Axel Nordgren, 69, svensk målare.
- 14 februari – Niels Bredal, 46, dansk målare.
- 18 februari
  - Luigi Corti, 64, italiensk diplomat och politiker.
  - Moritz von Mohl, 86, tysk nationalekonom och politiker.
- 19 februari – Karl Bartsch, 55, tysk filolog.
- 21 februari – Jozef Miloslav Hurban, 70, slovakisk författare.
- 22 februari – Delphin Alard, 72, fransk kompositör och violinist.
- 28 februari
  - Kálmán Ghyczy, 80, ungersk jurist och politiker.
  - Nils Abraham Gyldén, 82, finländsk filolog.
- 29 februari – Wilhelm Sponneck, 73, dansk politiker.

#### Mars
- 6 mars – Louisa May Alcott, 55, amerikansk författare.
- 7 mars – Karl von Richthofen, 76, tysk rättshistoriker.
- 9 mars
  - Ewald August König, 54, tysk författare.
  - Robert Gordon Latham, 75, brittisk etnolog.
  - Vilhelm I, 90, tysk kejsare sedan 1871 och kung av Preussen sedan 1861.
- 11 mars – Friedrich Wilhelm Raiffeisen, 69, tysk bankman.
- 17 mars – Horace Fairbanks, 67, amerikansk republikansk politiker, guvernör i Vermont 1876–1878.
- 19 mars – John Pendleton King, 88, amerikansk politiker, senator 1833–1837.

### Andra kvartalet

#### April
- 13 april – Sigurd Lovén, 39, svensk läkare.
- 18 april – Roscoe Conkling, 58, amerikansk republikansk politiker.
- 19 april – Thomas Russell Crampton, 71, brittisk ingenjör.
- 23 april – Gerhard vom Rath, 57, tysk mineralog och geolog.

#### Maj
- 1 maj – Carl F.G. von Haartman, 68, finländsk läkare.

#### Juni
- 15 juni
  - Fredrik III, 56, tysk kejsare och kung av Preussen sedan 9 mars. Efterträdaren Vilhelm II blir därmed den tredje kejsaren detta år, och 1888 kallas därför trekejsaråret i tysk historieskrivning.
  - Ole Richter, 59, norsk politiker, Norges statsminister i Stockholm 1884–1888.

### Tredje kvartalet

#### Juli
- 2 juli – Matthias Joseph Scheeben, 53, tysk katolsk teolog.
- 13 juli – Édouard Allou, 68, fransk advokat.
- 14 juli – Wladimir Swertschkoff, 66, rysk-finsk målare.
- 23 juli – Victoria Benedictsson, 38, svensk författare.

#### Augusti
- 6 augusti – Abel Bergaigne, 49, fransk indolog och universitetslärare.
- 14 augusti – Carl Christian Hall, 76, dansk politiker, statsminister 1857–1859 samt 1860–1863.
- 16 augusti – John Pemberton, 57, amerikansk apotekare som låg bakom Coca-Cola.
- 19 augusti – Erik Edlund, 69, svensk professor och riksdagsman.
- 24 augusti – Rudolf Clausius, 66, tysk fysiker och matematiker.
- 28 augusti
  - Fredrik Brusewitz, 71, svensk disponent och politiker.
  - Julius Krohn, 53, finländsk folklorist och författare.

#### September
- 12 september – Richard A. Proctor, 51, brittisk astronom och populärvetenskaplig författare.
- 30 september – Elizabeth Stride, 44, svenskfödd prostituerad i London (mördad av Jack Uppskäraren).

### Fjärde kvartalet

#### Oktober
- 26 oktober – William Thomas Hamilton, 68, amerikansk demokratisk politiker, guvernör i Maryland 1880–1884.

#### November
- 1 november – Nikolaj Przjevalskij, 49, rysk upptäcktsresande.

#### December
- 3 december – Carl Zeiss, 72, tysk finmekaniker och optiker.

### Fotnoter
1. ↑  – World Statesmen
2. ↑  ”Årtal och händelser i Jönköping”. Arkiverad från originalet den 29 juli 2016. https://web.archive.org/web/20160729081535/http://maltell.se/historia/databas/search/kronologiviewmobil1800.php. Läst 12 februari 2011.
3. ↑  Statesmen
4. 1 2 3  ”USA:s militära insatser i utlandet 1798-2004”. Arkiverad från originalet den 9 december 2013. https://web.archive.org/web/20131209174005/http://www.history.navy.mil/library/online/forces.htm. Läst 30 januari 2011.
5. ↑  http://query.nytimes.com/mem/archive-free/pdf?res=F60715FA395413738DDDA90994D0405B8884F0D3
6. ↑  World Statesmen
7. ↑  World Statesmen
8. ↑  Statesmen
9. ↑  Dansk Kvindehistorie Tidskrifter 1885-1920: Tjenestepigernes stilling